# ディオバン事件
ディオバン事件（ディオバンじけん）とは、高血圧の治療薬であるディオバン（一般名：バルサルタン）の医師主導臨床研究にノバルティス日本法人であるノバルティスファーマ社の社員が統計解析者として関与した利益相反問題（COI: Conflict of Interest）、および、臨床研究の結果を発表した論文のデータに問題があったとして一連の論文が撤回された事件を指す。
ディオバンの日本での臨床研究には、5つの大学（京都府立医科大学・東京慈恵会医科大学・滋賀医科大学・千葉大学・名古屋大学）が関わり、それぞれ、Kyoto Heart Study、Jikei Heart Study、SMART (the Shiga Microalbuminuria Reduction Trial)、VART (The Valsartan Amlodipine Randomized Trial)、Nagoya Heart Studyを実施し、論文を発表した。しかし2018年8月にNagoya Heart Study論文が撤回され、上記の5論文のすべてが撤回(retraction)される異常事態となった。

## 論文の概要

### 慈恵ハート研究（JHS，慈恵医科大学）
日本人の高血圧・心不全患者患者3,081例（21施設）を対象に、現行治療＋バルサルタン群（V群。漸増投与。12～16週間後より非ARB薬の追加も可）とARB以外の降圧薬治療群（S群。降圧薬の増量可、標準降圧治療薬の追加可）に振り分け、PROBE法にて3.1年（中央値）追跡調査した。主要評価項目は心血管死＋心血管合併症（脳卒中・一過性脳虚血発作[TIA]による入院；心筋梗塞[MI]；鬱血性心不全による入院；狭心症による入院；大動脈瘤解離；血清クレアチニン値の倍化；透析への移行）であった。
血圧の推移は（ベースライン時→試験終了時）、V群：139.2/81.4→132.0/76.7mmHg，S群：138.8/81.4→132.0/76.6mmHgと両群に違いは見られなかったが、主要評価項目はV群：92例（6.0%）；21.3例/1000人･年、S群：149例（9.7%）；34.5例/1000人･年であり、ハザード比[HR]0.61；95%信頼区間[CI]0.47～0.79，p＝0.0002でV群で有意に低下した。主要評価項目の内、両群で有意差が付いた項目は脳卒中、狭心症、心不全、解離性大動脈瘤であり、総死亡率、心血管死、心筋梗塞、腎疾患増悪については有意差は認められなかった。これらの内、狭心症の新規発症は65％低減しているが、その理由は不明とされた。

### 京都ハート研究（KHS，京都府立医科大学）
日本人の冠動脈疾患・脳血管障害・末梢動脈閉塞性疾患・1つ以上の心血管リスク因子を有する患者3,031例（31施設）を対象に、現行治療＋バルサルタン群（V群。漸増投与。ARB/ACE阻害薬を除く降圧療法追加可）と非ARB群（S群。降圧薬の増量可、ARB/ACE阻害薬を除く降圧療法の追加可）に振り分け、PROBE法にて3.27年（中央値）追跡調査した。主要評価項目は心血管イベント、脳血管イベント、その他の血管イベント等の新規発症または悪化であった。
血圧の推移は（ベースライン時→試験終了時）、V群：157/88→133/76mmHg、S群：157/88mmHg→ 133/76mmHgと両群に違いは見られなかったが、主要評価項目はV群：83例（5.5%）、S群：155例（10.2%）：HR 0.55；95%CI 0.42～0.72，p＝0.00001でV群で有意に低下した。主要評価項目の内、両群で有意差が付いた項目は脳卒中/一過性脳虚血発作（25例 vs 46例：HR 0.55；95%CI 0.34～0.89，p＝0.01488），狭心症（22例 vs 44例：HR 0.51；95%CI 0.31-0.86，p＝0.01058）であり、急性心筋梗塞、心不全、解離性大動脈瘤、下肢動脈閉塞、透析への移行または血漿Cr濃度の倍増の他、全死亡、心血管死では差は付かなかった。

### VART研究（千葉大学）
日本人の本態性高血圧患者1,021例（92施設）を対象に、バルサルタン治療群（V群）とアムロジピン治療群（A群）に振り分け、PROBE法にて3.4年（平均値）追跡調査した。主要評価項目は全死亡、突然死、脳血管イベント、心イベント、血管イベント、腎イベントであった。
血圧の推移は（ベースライン時→試験終了時）、V群：158/93→135/80mmHg、A群：158/94→135/80mmHgと両群に違いは見られなかった。主要評価項目も、V群：21例（4.1%）、A群：21例（4.1%）と、両群間差は見られなかった（HR 1.0；95%CI 0.57～1.97, p＝0.843）。副次的評価項目である左室筋重量係数(LVMI)（p＜0.05）、血中ノルアドレナリン低下量（p＜0.01）、尿中アルブミン/クレアチニン比(UACR)（p＜0.0001）においてp値が0.05を下回った。

### SMART研究（滋賀医科大学）
高血圧を合併した微量アルブミン尿を認める2型糖尿病患者150例（14施設）を対象に、バルサルタン治療群（V群）とアムロジピン治療群（A群）に振り分け、無作為割付非盲検にて6ヶ月追跡調査された。主要評価項目は尿中アルブミン/クレアチニン比（ACR）であった。
ACRの推移は、ベースライン時に比べて試験終了時に V群：68％、A群：118％ であり、V群で有意な改善が認められた（p＜0.001）。尿中アルブミン排泄量の正常化も V群：23%、A群：11% でV群の方が有意に多く（p＝0.011）、退縮（ベースライン時のACRから50%の低下）も V群：34%、A群：16% でV群の方が有意に多かった（p＝0.008）。

### 名古屋ハート研究（NHS，名古屋大学）
日本人の糖尿病または耐糖能異常合併高血圧患者1,150例（46施設）を対象に、バルサルタン治療群（V群）とアムロジピン治療群（A群）に振り分け、PROBE法にて3.2年（中央値）追跡調査した。主要評価項目は急性心筋梗塞＋脳卒中＋血行再建術（PCIまたはCABG）＋心不全による入院＋心臓突然死であった。
血圧の推移は（ベースライン時→試験終了時）、V群：145/82→131/73mmHg、A群：144/81→132/74mmHgと両群に違いは見られなかった。HbA1cも、V群：7.0→6.7%、A群：6.9→6.7%と差はなかった。主要評価項目はV群54例（9.4%）、A群56例（9.7%）；HR0.97，95%CI 0.66～1.40（P＝0.85）で有意差はなかった。但し鬱血性心不全による入院のみ、有意差があった（V群：3例［0.5%］A群：15例［2.6%］；0.20，0.06～0.69；P＝0.01）。副次的評価項目である全死亡には差はなかった（V群：22例（3.8%）A群：16例（2.8%））。

## 不正の内容

### 慈恵ハート研究
論文発表の5年後、同論文の血圧測定値についての疑義が表明された。試験開始前後における血圧の平均値と標準偏差がV群とS群で“偶然には有りえない不自然な一致が見られる”事に対する疑念であった。調査の結果、解析用データと大学保有のデータの間で収縮期血圧値に86件（12.8％）の不一致が見つかった。解析用データでは収縮期血圧が130mmHgに近付くように増減されていた。また、解離性大動脈瘤を除き、ハードな評価項目では差が付かず、ソフトな評価項目で大きな差が生じた事は、同研究がPROBE法に基づいて実施された点も踏まえると、V群を勝たせたいという企業への忖度が大きく影響した可能性が指摘されている。東京慈恵会医科大学による調査の結果、報告医の1人において評価イベントの報告数に極端な偏りが見られた。同医師からのイベント報告数は、V群では93件（9.6％）であるのに対し、S群では174件（51.7％）と過半分を占めるものであった。同医師を除く参加医師からのイベント報告数は、V群84件に対しS群84件であり、両群のイベント数に差はなく、この結果からは論文の結論は導けない。

### 京都ハート研究
JHSと同時に、KHSについても同様の疑念が提示された。京都府立医科大学の調査の結果、バルサルタンに効果が出るように解析用データセット、特に複合イベント発生数、一部血圧値についてデータ操作がなされていた事、カルテ調査結果を用いた解析からバルサルタン論文の結論が誤っている可能性が高い事等が明らかにされた。京都府立医科大学附属病院から登録された223症例について調査しただけでも、主要評価項目に関して 有→無 の改竄が10例、無→有 の改竄が24例で、V群のイベントが5例減少、S群のイベントが19例増加していた。改竄前のデータを用いて再解析した処、有意差は認められなくなった。

### VART研究
千葉大学の調査報告によると、副次項目データの脱落率が60％～80％と異常に高く、当該試験結果に対する科学的信頼性は低い上、脱落は複数の副次項目においてV群に有利に、A群には不利に働いている傾向が見られた。
UACRについてはそもそも統計手法が間違っており、原データと論文のグラフも一致せず、36ヶ月時点ではp<0.05ですらなかった。

### SMART研究
ACR値について、実測値が確認できた661ポイント中、67 ポイント（10.1%）で不一致があった。実測値をプロトコル通りに解析すると、ACR変化率について有意差が消失した（p=0.0702）。血圧の推移については大きな変化は認められなかった。

### 名古屋ハート研究
鬱血性心不全による入院は主治医判断によるソフトな評価項目である。本試験はPROBE法を採用しているので、結果の信頼性は低い。また、全症例の照合ができない事から、「V群で心不全による入院が少なかった」という論文の主張の真偽を判定する事は出来なかった。

## 不正発覚の経緯

### 臨床疫学専門家や循環器医が指摘したディオバン臨床研究の信頼性への懸念（2007年 - ）
2007年4月に『ランセット』で、発表されたJikei Heart Studyの結果に関しては、当初からその信頼性に疑問が投げかけられ、多くの臨床疫学専門家が「限りなく黒に近い灰色」と評していた。東京都健康長寿医療センターの桑島巌副院長は、いち早く2008年8月に『週刊日本医事新報』4397号にJikei Heart StudyとCASE-Jの問題点を指摘した。2009年には東京大学山崎力教授も自著の中で批判的評価を下した。
2011年7月には、NPO法人臨床研究適正評価教育機構（J－CLEAR）を立ち上げ理事長に就任した桑島が再び『週刊日本医事新報』4550号にて、Jikei Heart Studyに対する懸念を表明した、その後、京都大学医学部附属病院循環器内科の由井芳樹助教が、2012年4月14日にランセット (The Lancet) 誌で、2012年5月19日に 週刊日本医事新報で、2012年10月5日には月刊循環器 (CIRCULATION) 誌で、日本で行われたバルサルタン臨床試験(Jikei Heart Study, Kyoto Heart Study, VART)の統計学的な異質性を指摘した。
これらの懸念に対して、2012年10月27日にはVART試験の責任者である千葉大学の小室一成教授らが『週刊日本医事新報』にて反論したが、由井芳樹助教は2012年12月1日に同誌にて小室らの反論にコメントし再度懸念を表明した。

### Jikei Heart Studyのデータ操作発覚、論文撤回（2013年7月 - ）
2013年7月30日に、東京慈恵会医科大学の調査委員会は、「Jikei Heart Studyの血圧値のデータに人為的なデータ操作があった。」とする中間報告をまとめた。
2013年9月7日には、Jikei Heart Studyの論文が撤回された。

### VART Study(2013年5月 - ) 論文撤回
上記の不正が次々と明らかになり、千葉大学はVART Studyについて内部調査を行った。その結果、2013年12月17日には、データの誤りはあるものの不正は無かった、との中間報告を行った。また、12月25日の厚生労働省での第4回高血圧症治療薬の臨床研究事案に関する検討委員会でも、千葉大学として公式に不正を認めていなかった。
しかし、千葉大学附属病院のカルテデータと、解析データセットの血圧の比較では、108症例638ポイント中、合致していたのは収縮期血圧値54.8%、拡張期血圧値56.4%に過ぎず、45.2%/43.6%が不正なデータであったことなどから、2014年4月26日になって、千葉大学として、研究責任者の小室一成らに論文の取り下げを求めることになった。結局、主論文（Hypertension Research」2011 Vol.34 p62-69.）は2016年11月3日に論文撤回となった。
これとは別に、日本高血圧学会でも検証がなされていたが、第三者委員会(同学会顧問弁護士 平井昭光, 京都大学臨床研究管理学教授 川上浩司, 日本高血圧学会理事で名古屋市立大心臓・腎高血圧内科学教授 木村玄次郎,大阪大学臨床遺伝子治療学教授 森下竜一)と日本高血圧学会理事長の堀内正嗣はVART Studyに不正は無いと擁護していた。

## 官公庁機関や各関係法人の対応

### 厚生労働省
- 厚生労働省は、高血圧症治療薬の臨床研究事案に関する検討委員会[44]を、2013年8月9日（第1回）[45][46]、2013年9月2日（第2回）[47][48]、2013年9月30日（第3回）[49][50]、2013年12月25日（第4回）[51]に開いた。2013年10月8日には中間とりまとめを発表した[52]。
- 2013年11月5日に、参議院厚生労働委員会（第185回国会 第2号）における参議院議員川田龍平の「今回の検討会の中間とりまとめをお読みになって東京慈恵会医科大学における事案において、誰かがデータを不正に操作したと思いますか。」という質疑に対して、厚生労働大臣田村憲久は「どこかで誰かが何かの意図を持ってこれを変えていなければこのようなことが起こらないわけでありまして、そこを何とかこの真相を究明をしてまいりたいというふうに思っております。」と答弁した[53][54]。
- 2014年1月9日に、厚生労働省はノバルティスファーマと広告に関わった同社の社員（氏名不詳）を薬事法（誇大広告の禁止）違反の疑いで、東京地方検察庁に告発した[55][56][57][58][59][60][61][62][63][64][65][66][67]。
- 2014年6月11日までに、東京地方検察庁は、ノバルティス元社員の男 (63) を、薬事法の誇大広告違反に抵触するとして逮捕した[68]。2017年3月16日、東京地裁は元社員に対し、「症例の水増しなど意図的な改竄があった」「同社から研究者側に多額の寄付金が提供されたことや、被告がさまざまな改竄を重ねて薬の有用性を示す論文発表に大きく関与した」と認めた上で「論文を作成して学術雑誌に掲載してもらった行為に、医薬品の購入意欲を喚起させる性質があるとは言い難い」とし、薬事法違反を無罪とする判決をした[69]。37回に及ぶ公判の中では、「自発的に虚偽の報告をした」などと自ら改ざんを認める医師の存在に加え、検察側が指摘した改竄以外にも、カルテとデータが異なる例が複数存在していることが明らかにされた。2018年11月19日、東京高裁は検察側の控訴を棄却した[70]。また、2021年6月28日、最高裁第1小法廷（山口厚裁判長）は検察側の上告を棄却した[71]。これにより、元社員の無罪は確定した。
- 2017年3月17日、衆議院厚生労働委員会は、製薬企業の資金提供を受けて実施する医薬品の臨床研究などを「特定臨床研究」と位置付け、モニタリング・監査などを義務付ける『臨床研究法案』を全会一致で可決した。

### 日本医学会
- 2013年5月24日に、バルサルタンの医師主導臨床研究に関する、日本医学会利益相反委員会での検討結果を公表した[72][73]。
- 2013年7月12日に、「Kyoto Heart Studyに関する見解」を公表した[22]。

### 日本学術会議
- 2013年7月23日に、日本学術会議会長談話「科学研究における不正行為の防止と利益相反への適切な対処について」を公表した[74][75]。
- 2013年8月22日、9月24日、11月22日、12月17日に、科学研究における健全性の向上に関する検討委員会（臨床研究での不正防止策等を検討するための検討委員会）（委員長：大西隆会長）を開いた[76][77]。
- 2013年10月18日に、「科学研究における健全性の向上に関する検討委員会 臨床試験制度検討分科会（第1回）」を開いた[78][79][80]。
- 2013年11月29日に、「科学研究における健全性の向上に関する検討委員会 臨床試験制度検討分科会（第2回）」を開いた[81]。
- 2013年12月20日に、「臨床研究にかかる利益相反 (COI) マネージメントの意義と透明性確保について」の提言を公表した[82][83]。

### 日本高血圧学会
- 2013年5月13日に、日本高血圧学会は臨床試験に関わる第三者委員会報告書を公表した[84]。
- 2013年7月18日に、学会公式ホームページ上で、「最近の報道と関連して高血圧治療について」と題して、高血圧治療に関する考え方を公表した[85]。
- 2013年8月1日に、学会公式ホームページ上で、「バルサルタン(ディオバン(R))を用いた臨床研究に関する報道と高血圧治療について」と題して、Jikei Heart Studyの論文不正問題に関する見解を公表した[86]。学会側は「ディオバン用いた治療は担当医師と相談して適切に継続すべきだ」としたが、武蔵国分寺公園クリニックの名郷直樹院長は産経新聞にて、"この学会の見解では患者の疑問に回答しようとしておらず、ディオバンを飲ませ続けることだけに腐心しているように受取られかねない"との趣旨で批判した[87]。
- 日本高血圧学会倫理委員会 発足の経緯日本高血圧学会(2013年8月7日)。
- 2013年8月7日に日本高血圧学会は、Kyoto Heart Studyに関与していた光山勝慶理事が高血圧学会学術誌Hypertension Researchの編集長(Editor-in-Chief)を辞任し、森下竜一理事が暫定的に編集長の職に就くことを公表した[88]。
- 2013年10月30日に、学会公式ホームページ上で、「バルサルタン臨床試験の問題に関する高血圧学会の対応の経過報告」と題して、新たに、“臨床試験の在り方委員会(仮)”の設置、学会員や専門医の教育の強化、“学会主導臨床研究ワーキング”の設置 に取り込むことを報告した[89]。

### 一般財団法人日本製薬医学会
- 2013年7月18日に、一般財団法人日本製薬医学会(理事長＝今村恭子）は、臨床研究の信頼性に関する緊急提言を発表した[90][91]。

## ディオバンの臨床研究に関与した各大学の反応

### 東京慈恵会医科大学(Jikei Heart Study)
- 2013年7月30日に、東京慈恵会医科大学の調査委員会は、「Jikei Heart Studyの血圧値のデータに人為的なデータ操作があった。」とする中間報告をまとめた[37]。
- 2013年9月7日には、Jikei Heart Studyの論文が撤回された[38][92]。
- 2014年12月12日、「Jikei Heart Study」に関する最終報告をまとめ、主任研究者の望月正武元教授のイベント報告に恣意性があった可能性を認め、「研究統括責任者としての責任は大きい」と責任者側の責任を問うた。データ改ざんや統計解析者の任命、管理責任など一貫して、研究者側の責任は問えないとした中間報告を翻した。同大は、主任研究者であった望月正武教授の客員教授を取り消すとともに、論文作成に関与した主たる教員に厳重注意を行い、また、理事長、学長は給与をそれぞれ20%、10%、3か月間自主返上するとした[93]。

### 滋賀医科大学(SMART)
- 2013年10月31日に、滋賀医科大学の調査委員会は、論文に記載されたSMARTのデータと、実際の患者のデータとの数値の違いが、10.1%であるという調査結果を発表した[94][95][96][97]。
- 2013年12月に、ディオバンの臨床研究SMARTの米国糖尿病学会誌Diabetes Careに掲載されていた論文に身分を秘匿して著者として名を連ねていたノバルティスファーマ社員の「Makoto Sawaguchi」「Nobuo Shirahashi」の両名の所属に関して、同誌に訂正(Correction)を出した[98]。
- 滋賀医科大学は、SMARTのDiabetes Care誌論文の撤回通知を2014年1月17日に米国糖尿病学会誌から受け取ったことを、2014年1月20日に発表した。研究責任者の滋賀医科大学理事の柏木厚典病院長は辞意を表明した[99][100][101][102][103]。

### 千葉大学(VART)
- 2013年5月23日に、ディオバンの臨床研究VARTに関するハイパーテンション リサーチ(Hypertension Research)誌の論文に身分を秘匿して著者として名を連ねていたノバルティスファーマ社員の「Nobuo Shirahashi」の所属に関して、同誌に訂正(Corrigendum)を出した[104]。
- 2013年8月9日の厚生労働省の第1回 高血圧症治療薬の臨床研究事案に関する検討委員会において、解析用データベース情報と、カルテの情報との間に、4.4%（1512人中67ポイント）において違いが見られたと発表した[105][45][46][106][107][108]。
- 2013年12月17日に、千葉大学の調査委員会は、「患者約千人のうち108人分のカルテ情報とデータベース情報を照合した結果、4.3%（1512件中65件)の数値に相違が見つかった。」という中間報告を（2013年12月17日）発表した[109]。一方、「あくまでも内部的な調査ではあるが、意図的にデータ操作が行われたことを示す証拠は見いだせなかった」と述べた。今後は、第三者機関による解析調査の結果を待って、最終報告を出すとした[110][111][112][113][114]。なぜ、データの相違が起こったのかについては明確な言及はなかった[115]。2013年12月25日に、同様の調査報告を、厚生労働省の第4回 高血圧症治療薬の臨床研究事案[51]でも発表したが、「データの相違が多く、ずさんな研究だ」「科学研究としてありえない」などの批判が出た[116]。

### 名古屋大学(Nagoya Heart Study)
- 名古屋大学の調査委員会は、同大が行ったディオバンの臨床研究 (Nagoya Heart Study) にノバルティスファーマの社員が身分を秘匿して関与していた不正問題で、論文のデータに恣意的（意図的）な操作などの改竄行為はなかったとする中間報告を発表した[117][118][119][120][121]。
- 名古屋大学公正研究委員会は12月19日、NAGOYA HEART Studyの最終報告をまとめ、「作為的な改変等はなかった」と結論付けた。また、元ノバルティス社員の関与については、ウェブデータにアクセスする権利がないことや、入力記録にもアクセスの事実がないことなどから、カルテから解析用データ作成の間の過程において「同氏の関与はなかった」と結論付けた。元社員は解析用データに基づいた解析を実施していたが、「解析結果が正しいことから、同氏による不正な操作はないことが確認された」とした[122]。
- しかし、その後の調査により、実際には入院していない患者らを「入院」に含めたことを「妥当性を欠く」と指摘され、編集部の判断により論文を撤回することとなった[123]。（自主的な撤回ではない）

## ノバルティスの対応
- 2013年2月：ノバルティスは、定例記者会見にて「Kyoto Heart Studyは医師主導の試験で、解析などに一切関わっていない」とコメントした[124]。
- 2013年5月4日： ホームページ上で、「バルサルタンの医師主導臨床研究について 2013年5月4日」と題して、「第三者である外部専門家による包括的な調査」を開始したことを発表した。また、「バルサルタンの臨床研究の結果はバルサルタンの承認申請の資料としては使用されてない。」と弁解したが、これらの臨床研究結果を販売促進に利用したことに対する言及や反省は述べられなかった[125]。
- 2013年5月22日： ホームページ上で、「バルサルタンの医師主導臨床研究について 2013年5月22日」と題して、「第三者である外部専門家による包括的な調査」について現状報告を行い、ノバルティスファーマ社員が5つのディオバン（バルサルタン）の医師主導臨床研究に身分を秘匿して関与していたことを認めた。一方、社員や会社が主導して臨床研究データの不正な改竄や捏造に関与した証拠については見つかっていないとした[126]。
- 2013年6月3日： ホームページ上で、「バルサルタンの医師主導臨床研究における利益相反の問題に対するお詫びと対応について」と題して、ディオバンの臨床研究において利益相反が生じていたこと、これら臨床研究の論文を引用してディオバンのプロモーション（販売促進）を行ってきたことに対し、お詫びを表明した[127]。
- 2013年7月24日： ホームページ上で、「バルサルタン（製品名：ディオバン®）を服用されている患者さまへ」と題して、患者自身の判断でディオバンの服用を中止しないようにとのお願いを掲載した[128]。
- 2013年7月29日：「バルサルタンを用いた5つの医師主導臨床研究におけるノバルティスファーマ株式会社の関与に関する報告書」を公表した[129][130][131]。
- 2013年9月6日：ホームページ上で、「JIKEI HEART Study主論文 撤回について」と題して、利益相反の非公表とデータ不正により撤回されたJikei Heart Studyの論文をディオバンの販売促進に利用してきたことに対するお詫びを表明した[132]。
- 2013年9月26日：ノバルティス ファーマ社長（スイス）デビッド・エプスタインが、田村憲久厚生労働大臣と面談した[133]。
- 2013年10月3日：厚生労働省の「高血圧症治療薬の臨床研究事案に関する検討委員会」が中間報告書を発表したことを受けて、記者会見を行い、再発防止策の一環として、エリック・コルヌート (Eric Cornut) の日本ノバルティス会長への任命、再発防止委員会の設置、日本ノバルティス最高経営責任者の石川、二之宮両社長の30%の減俸処分（当事案が解決するまで）を発表した[134]。
- 2013年11月18日付けで、外部有識者による「コンプライアンス・アドバイザリーボード 〜再発防止に向けて〜」を設置した[135]。
- 2014年1月9日：ホームページ上で、「刑事告発に関する見解」と題して、薬事法の虚偽・誇大広告の疑いで刑事告発された問題に関し、お詫びを表明した[136][137]。
- 2017年3月16日、ノバルティスファーマは、無罪判決ではあるものの、この問題の本質は医師主導臨床研究において弊社が適切な対応を取らなかったことにあるとの声明を発表。社会的、道義的責任を感じているとした。再発防止策として医師主導臨床研究の支援方法を全面的に改め、新しい研究助成方針を導入するなど多くの社内改革に取り組んでおり、企業風土・文化の改善を継続していくとしている。

## 民間機関の反応
- 2013年11月1日に、NGOの薬害オンブズパースン会議は、ノバルティスに対し、ディオバンの臨床研究データ不正操作問題に関連して、薬事法違反（誇大広告）と不正競争防止法違反（虚偽表示）容疑で東京地方検察庁に告発した[138][139][140]。
- 2014年8月1日、東京地検特別捜査部は、薬害オンブズパースンの告訴については嫌疑不十分として不起訴処分とした。

## 東京大学の対応
- 千葉大学のVART studyの論文の責任著者だった小室一成は、2012年8月に東京大学に異動していた。千葉大学は、千葉大学に在籍し続けていた論文の共著者に戒告処分を行った上で[141][142]、小室について現所属の東京大学に処分をするよう勧告した[143][144]。東大総長が「覚悟しておくように」と小室に伝えたとも報じられたが[145]、東京大学は小室に研究不正行為はなかったとする報告書を2015年3月31日に発表した[146][147]。小室は2023年3月31日付で東京大学を定年退職し、東京大学は2023年6月13日に開催された教育研究評議会で名誉教授の称号を小室に授与することを決定した[148]。